# The Beef Seeds
The Beef Seeds sono un gruppo Country e Bluegrass britannico formatosi a Newport all'inizio del 2013, che registrano e pubblicano video sul loro canale YouTube. Il gruppo vive tutto insieme nella stessa casa con il loro cane Ninja, un incrocio di Staffordshire Bull Terrier con Chihuahua che è anche la mascotte del gruppo e fa apparizioni regolari nei video. Gli strumenti musicali che la banda utilizza per creare la sua musica sono: la chitarra, il mandolino, il contrabbasso, l'armonica a bocca, il banjo, il washboard e il doppio-washboard, che è stato invitato da Bongo Peet, il capo del gruppo.
La cover, o reinterpretazione, stile Bluegrass dei Beef Seeds della canzone "Royals" (originariamente eseguita dalla cantautrice neozelandese Lorde) ha ricevuto elogi da MTV Italia, che ha presentato il video sul loro sito web. Anche ha ricevuto elogi da diverse stazioni radio statunitensi, compresi dalla stazione di radio station 97.3-FM (KLLC), che ha sede a San Francisco, California. Inoltre, ha ricevuto elogi dal sito web di notizie australiano "Daily Life", che ha descritto la canzone con aggettivi come "nasale " e "piena d'armonia".
I Beef Seeds hanno pubblicato ventidue video sul loro canale YouTube. Questi video sono stati visti oltre 1.000.000 volte. Grazie al successo, la band spera di recarsi negli Stati Uniti nell'anno 2014 per offrire un concerto dal vivo per mostrare la loro musica ai propri fans di musica country.
La cover dei Beef Seeds della canzone natalizia classica da The Pogues "Fairytale of New York" (in italiano: "Storia di Fate di New York") è diventata una riuscita canzone di feste di Natale su Internet. Nella loro cover, cambiano il nome della canzone a "Fairytale di Newport" (data l'origine del gruppo). Il video segue la band e la sua mascotte ufficiale, Ninja, intorno al centro di Newport.
Il 22 ottobre 2013, RyanSecrest.com ha annunciato un concorso per determinare la cover preferita del singolo riuscito "Wake Me Up" di d j' svedese Avicii. Le cover di quindici artisti di questa canzone, tra cui la cover dei Beef Seeds, sono state incluse per il voto dai visitatori al sito. Il 17 dicembre 2013, Ryansecrest.com ha annunciato che il concorso è stato vinto dai Beef Seeds.
Il gruppo sta lavorando ora ad un progetto con il sito web di Ryan Seacrest per creare un medley di alcuni dei brani più popolari del 2013. Peet Morgan, chi ha 30 anni, ha dichiarato: "Abbiamo già fatto cover di un bel po' di loro, ma ci sono un paio che ci hanno mancato. Stiamo discutendo idee con loro per imparare quello che sarebbe interessante per un mercato statunitense".

## Stile musicale ed influenze
I Beef Seeds fanno la loro propria fusione di musica pop, bluegrass, e country. Il leader del gruppo, Bongo Peet, ha detto in un'intervista con il South Wales Argus, "Prendiamo la canzone pop e la disgreghiamo alle sue componenti".

## Formazione
- Peet "Bongo Peet" Morgan - voce/Washboard/Doppio Washboard
- Becky "Miss Becky" Johnson - voce/contrabbasso
- Scott "Showman" Bowman - voce/banjo/mandolino/armonica a bocca
- Adam Beale - voce/chitarra

## Discografia
EPs
- Songs From The Campfire (EP) (lanciato il 30 settembre 2013 su iTunes)
- Keepin' it Beefy (EP) (lanciato il 27 gennaio 2014 su iTunes)

Singoli
- "Royals (singolo)" (lanciato il 18 ottobre 2013 su iTunes)
- "Africa (singolo)" (lanciato il 3 novembre 2013 su iTunes)
- "Livin' on a Prayer (singolo)" (lanciato il 3 novembre 2013 su iTunes)
- "Wrecking Ball (singolo)" (lanciato il 3 novembre 2013 su iTunes)
- "Counting Stars (singolo)" (lanciato il 11 novembre 11 2013 su iTunes)
- "Gorilla (singolo)" (lanciato il 11 novembre 2013 su iTunes)
- "Story of My Life (singolo)" (lanciato il 16 novembre 16 2013 su iTunes)
- "The Fox (What Does The Fox Say?) (single)" (lanciato il 25 novembre 2013 su iTunes)
- "Fairytale of New York (singolo)" (lanciato il 2 dicembre 2013 su iTunes)
- "All I Want For Christmas Is You (singolo)" (lanciato il 9 dicembre 2013 su iTunes)

## Videografia
- Avicii - Wake Me Up (Versione ufficiale dei Beef Seeds)
- The Wanted - We Own The Night (Versione ufficiale dei Beef Seeds)
- Robin Thicke - Blurred Lines (Versione ufficiale dei Beef Seeds)
- Ellie Goulding - Burn (Versione ufficiale dei Beef Seeds)
- Katy Perry - Roar (Versione ufficiale dei Beef Seeds)
- Union J - Beautiful Life (Versione ufficiale dei Beef Seeds)
- Bon Jovi - Livin' On A Prayer (Versione ufficiale dei Beef Seeds)
- Toto - Africa (Versione ufficiale dei Beef Seeds)
- Lorde - Royals (Versione ufficiale dei Beef Seeds)
- Miley Cyrus - Wrecking Ball (Versione ufficiale dei Beef Seeds)
- Miley Cyrus - We Can't Stop (Versione ufficiale dei Beef Seeds)
- Bruno Mars - Gorilla (feat. Benji Webbe) (Versione ufficiale dei Beef Seeds)
- One Republic - Counting Stars (Versione ufficiale dei Beef Seeds)
- One Direction - Story Of My Life (Versione ufficiale dei Beef Seeds)
- Ylvis - The Fox (What Does The Fox Say) (Versione ufficiale dei Beef Seeds)
- The Pogues - Fairytale of New York/Newport (Versione ufficiale dei Beef Seeds)
- Mariah Carey - All I Want For Christmas Is You (Versione ufficiale dei Beef Seeds)
- Pitbull ft. Ke$ha - Timber (Versione ufficiale dei Beef Seeds)
- Pharrell Williams - Happy (Versione ufficiale dei Beef Seeds)
- Avicii - Hey Brother (Versione ufficiale dei Beef Seeds)
- Eminem ft. Rihanna - The Monster (Versione ufficiale dei Beef Seeds)
- Bastille - Pompeii - (Versione ufficiale dei Beef Seeds)
- Lorde - Royals (Live) (Versione ufficiale dei Beef Seeds)
- Daft Punk - Get Lucky (Versione ufficiale dei Beef Seeds)
- Journey - Don't Stop Believin' (Versione ufficiale dei Beef Seeds)
- Jason Derulo - Talk Dirty (Versione ufficiale dei Beef Seeds)